# Лъв Саракинопул
Леон Саракинопул или Лъв Сарацинопул (на средногръцки: Λέων Σαρακηνόπουλος) е висш византийски военачалник и стратег в Паристрион от края на X век.

### Биография
Липсват точни данни за произхода и ранните години на Лъв Саракинопул. Като се вземе под внимание и се интерпретира фамилното му име, е разумно да се допусне, че той е от арабски произход. Към края на своята кариера Лъв Саракинопул е назначен за протостратор на Преславската стратегия, където учредява страторската колегия на Долен Дунав. Счита се, че това се е случило като резултат от трайния интерес на императорските стратори към района около градовете Плиска, Преслав и пътната станция Палматис, където от VІІІ в. съществува коневъден район. Това става след похода на Йоан Цимисхий през 971 г., в който Лъв Саракинопул вероятно взема участие като доместик на иканатите. Според сфрагистичните арехологически данни Лъв Саракинопул е стратег на Доростолон, стратег на Йоанопол и Доростолон, а най-накрая и стратег на Тракия и Йоанопол до около 976 г., когато приключва успешното Въстание на комитопулите. В края на управлението на Йоан Цимисхий или в началото на царуването на Василий ІІ Лъв Саракинопул получава патрицианско звание и длъжност началник на императорските конюшни (на латински: comes stabuli, на гръцки: κόμης τοῦ σταύλου/στάβλου), като разкритите моливдовули са неопровержимо доказателство за оживената му кореспонденция с приемниците му в администрацията на Паристрион.